# Fontaine-lès-Croisilles
Fontaine-lès-Croisilles è un comune francese di 287 abitanti situato nel dipartimento del Passo di Calais nella regione dell'Alta Francia.
Il territorio comunale è bagnato dalle acque del fiume Sensée.

## Società

### Evoluzione demografica
Abitanti censiti